# VIRGINITY (KIX-Sのアルバム)
『VIRGINITY』（ヴァージニティー）は、1992年12月14日にアポロン / Dreamixから発売されたKIX-Sの4枚目のアルバム。

## 内容
- シングル「また逢える…」アルバム・バージョン含む初のフルアルバム。タイトルの『VIRGINITY』は「原点に返った時の気持ちを忘れたくない」意味が込められている。
- KIX-Sの作品で、唯一カセットテープで発売された。

## 批評
CDジャーナルは「とても硬派なのにのびのびしている。ハード・ロックにポップなテイストを足した結果ダンサブルをベースにヴァラエティ豊か。」と評した。

## 収録曲
| 全作詞: 浜口司、全作曲: 安宅美春、全編曲: 葉山たけし。 |                                   |        |            |      |
| #                                                      | タイトル                          | 作詞   | 作曲・編曲 | 時間 |
| 1.                                                     | 「愛を殺して」                    | 浜口司 | 安宅美春   | 4:15 |
| 2.                                                     | 「Brain Washer」                  | 浜口司 | 安宅美春   | 3:53 |
| 3.                                                     | 「いつもより長い夜に」            | 浜口司 | 安宅美春   | 4:37 |
| 4.                                                     | 「Sunsine Days」                  | 浜口司 | 安宅美春   | 5:21 |
| 5.                                                     | 「儚いDaydream」                  | 浜口司 | 安宅美春   | 4:16 |
| 6.                                                     | 「Virginity」                     | 浜口司 | 安宅美春   | 5:58 |
| 7.                                                     | 「Do It」                         | 浜口司 | 安宅美春   | 4:00 |
| 8.                                                     | 「Wake Up Love」                  | 浜口司 | 安宅美春   | 4:02 |
| 9.                                                     | 「If…」                           | 浜口司 | 安宅美春   | 4:08 |
| 10.                                                    | 「Hold Me」                       | 浜口司 | 安宅美春   | 3:39 |
| 11.                                                    | 「また逢える…」(Acoustic Version) | 浜口司 | 安宅美春   | 6:18 |
| 合計時間:                                              | 合計時間:                         | 50:27  |            |      |

## 参加ミュージシャン
- 浜口司 - ボーカル
- 安宅美春 - ギター　コーラス
  - 葉山たけし - ギター　プログラミング
  - 大黒摩季 - コーラス
  - 牧穂エミ - コーラス
  - 小野塚晃(DIMENSION) - オルガン、ピアノ